# George Frederick Leycester Marshall
George Frederick Leycester Marshall (27 marzo 1843 – 7 marzo 1934) era un colonnello dell'Esercito Indiano e fratello di C H T Marshall.
Marshall è stato anche un naturalista interessato soprattutto agli uccelli e alle farfalle dell'India. Molte nuove specie di farfalle sono state descritte da lui insieme a Lionel de Niceville.